# Centro trasmittente di Monte Penice

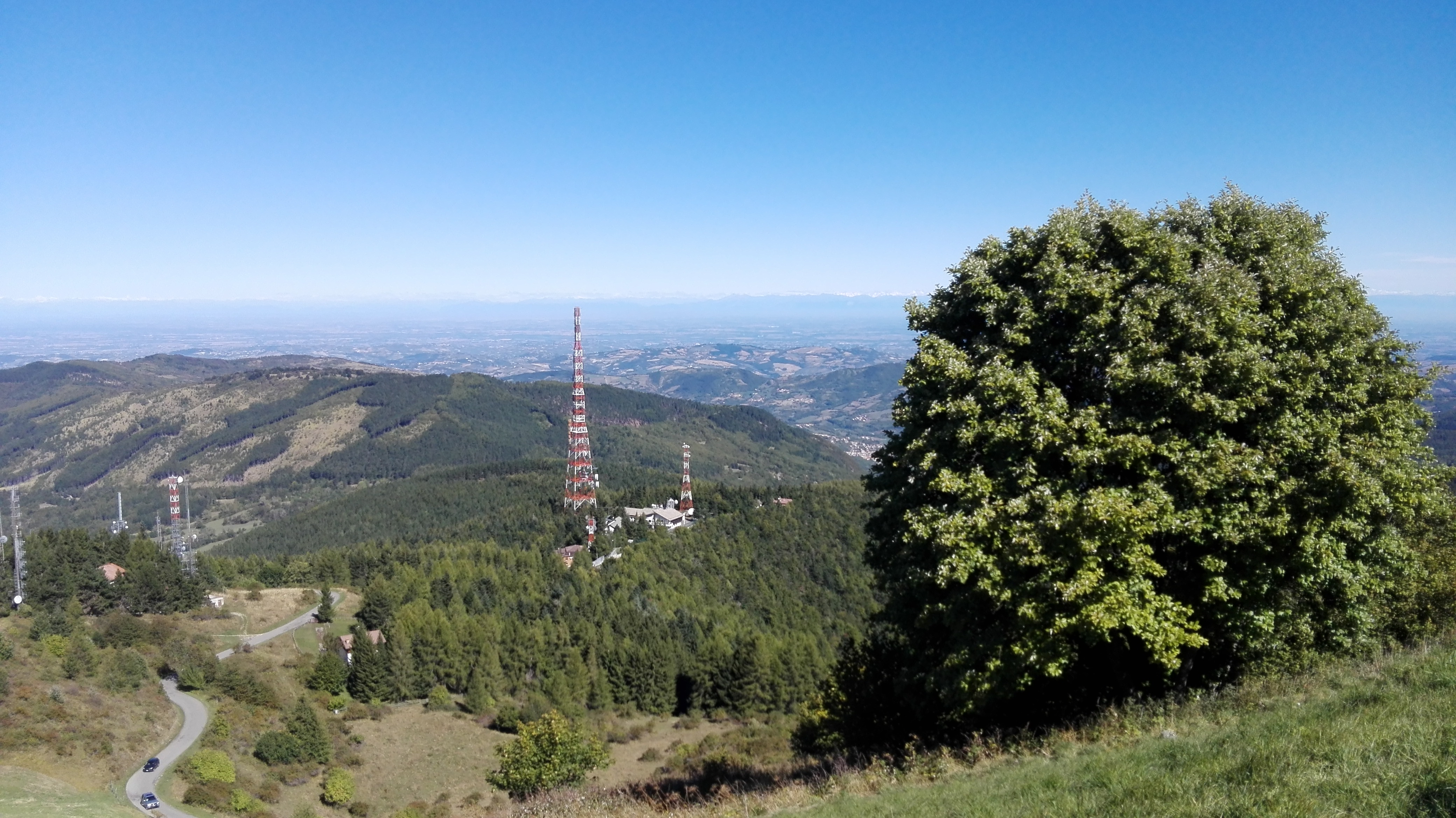
Trasmettitore Rai Way del centro Rai di Monte Penice

Il centro trasmittente di Monte Penice è una delle più importanti postazioni radiotelevisive d'Italia. La stazione base si trova sul Monte Penice, tra le province di Pavia e Piacenza, a 1460 m slm e consta d'un traliccio alto 150 m. È il centro trasmittente RAI che copre il bacino d'utenti più numeroso in Italia.

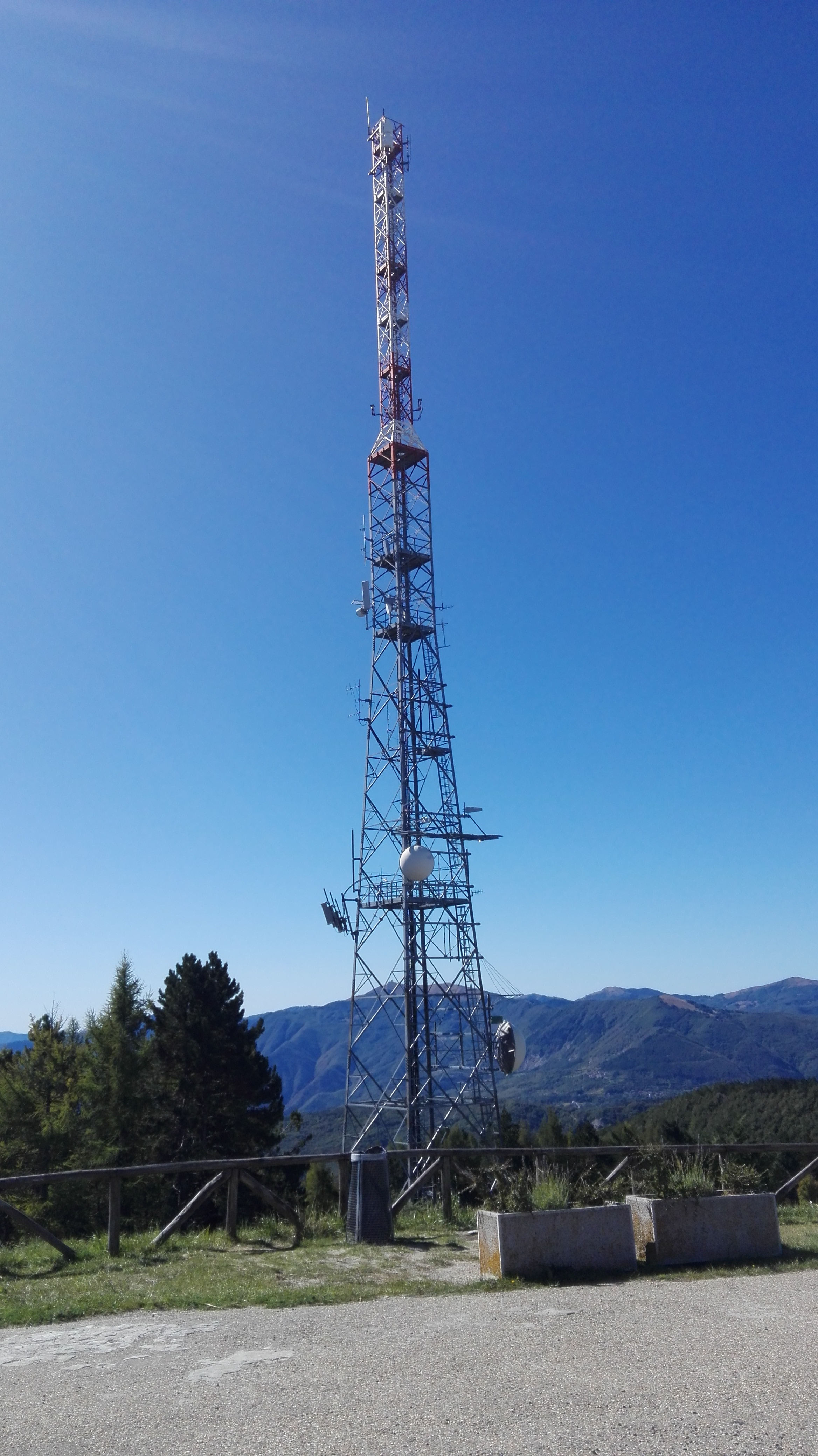
Trasmettitore Mediaset posto sulla vetta del Monte Penice

## Storia
Il sito di Monte Penice inizia a essere operativo il 3 aprile del 1953, agli albori della televisione italiana. Le prime antenne del centro trasmittente sono state realizzate dalla General Electric nell'ambito del Piano Marshall per la ricostruzione dell'Italia dal secondo dopo guerra. 
L'impianto di Monte Penice è uno dei primi ripetitori attivati in Italia assieme a quelli di Torino Eremo, Milano, Portofino Vetta, Monte Serra, Monte Peglia e Roma.
Il 3 gennaio 1954 iniziano le trasmissioni del Programma Nazionale (attuale Rai 1) sul canale VHF B che rimarrà attivo fino al 26 novembre 2010 per il passaggio al digitale terrestre (dopo ben 57 anni di servizio).
Nel 1961 viene attivato sul canale UHF 23 il Secondo Programma (attuale Rai 2) e nel 1979 si attivano gli impianti per la terza rete (Rai 3) a diffusione regionale sul canale UHF 35.
Oltre alla versione lombarda di Rai 3 sul canale UHF 35, viene attivata anche la versione piemontese sul canale UHF 36.
Oltre alla RAI negli anni sono arrivate anche altre emittenti fra cui Mediaset, Cairo Communication, Persidera e tv locali, fra le quali Tele Monte Penice di Pavia e Telelibertà di Piacenza, ma la postazione principale (nel comune di Menconico) resta quella della RAI.
Dal 26 novembre 2010 tutte le postazioni televisive del centro trasmittente sono passate al digitale terrestre.

## Copertura
La copertura del Centro Trasmittente di Monte Penice si estende dal Piemonte orientale al Veneto fino al canton Ticino, coprendo principalmente il Piemonte orientale, la Lombardia e le province emiliane di Piacenza e Parma.

## Multiplex digitali trasmessi

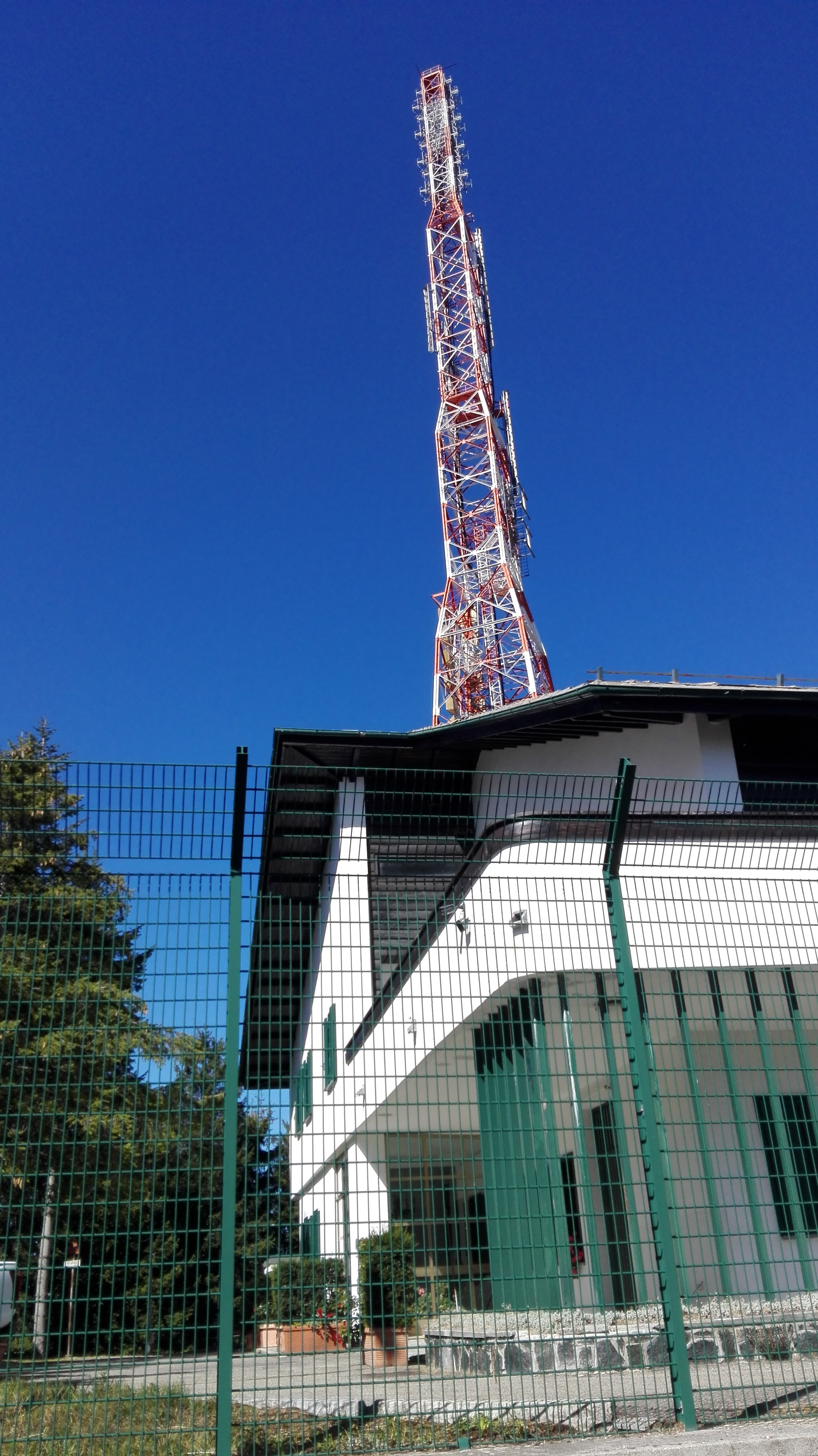
Storico trasmettitore RAI del centro Raiway di Monte Penice

Postazione Monte Penice RAI (Menconico)
| Canale | Nome               | Polarizzazione |
| ------ | ------------------ | -------------- |
| 26     | RAI Mux A          | Orizzontale    |
| 30     | RAI MUX MR 1       | Orizzontale    |
| 31     | Studio 1 Network B | Orizzontale    |
| 34     | Raiway Lombardia   | Orizzontale    |
| 40     | RAI Mux B          | Orizzontale    |

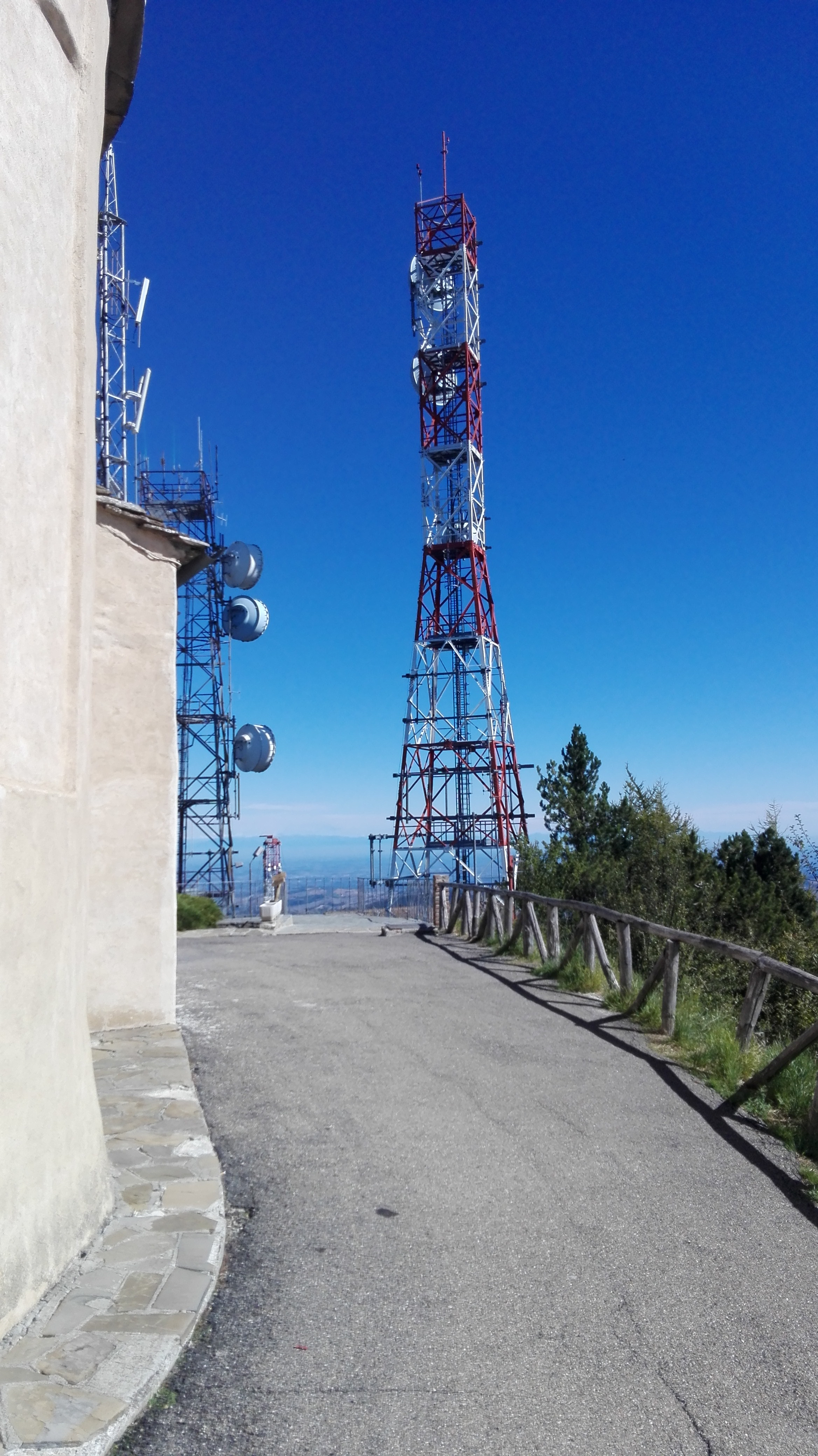
Alcuni trasmettitori situati sulla vetta del Monte Penice

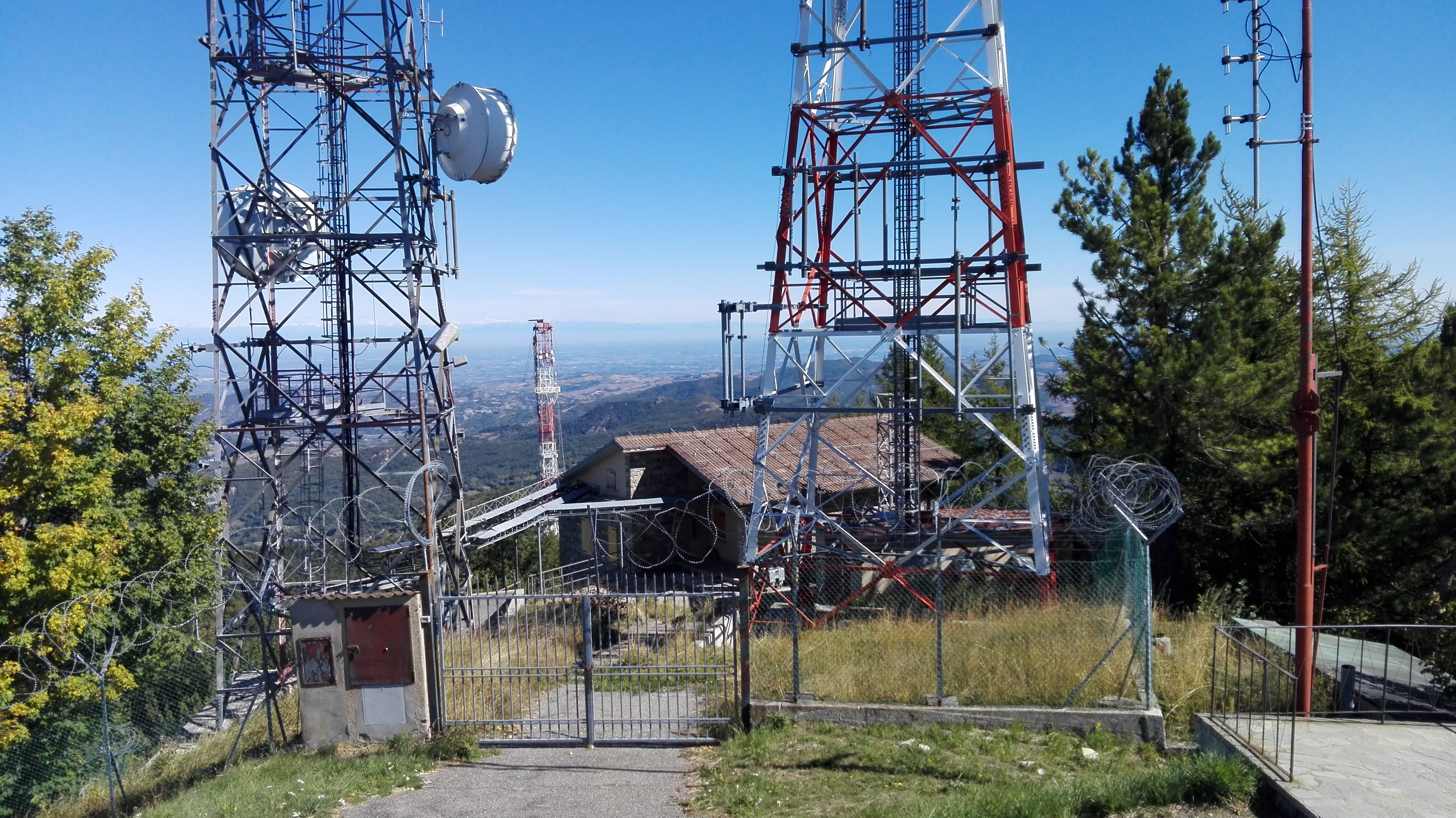
Alcuni trasmettitori posti sulla vetta del Monte Penice

Postazione Monte Penice Vetta (Bobbio)
| Canale | Nome               | Polarizzazione |
| ------ | ------------------ | -------------- |
| 22     | Eitowers Lombardia | Orizzontale    |
| 23     | Dfree              | Orizzontale    |
| 25     | Cairo Due          | Orizzontale    |
| 36     | Mediaset 2         | Orizzontale    |
| 38     | Mediaset 3         | Orizzontale    |
| 44     | Persidera 1        | Orizzontale    |
| 45     | Persidera 3        | Orizzontale    |
| 46     | Mediaset 1         | Orizzontale    |
| 48     | Persidera 2        | Orizzontale    |